# Akácie zkroucená

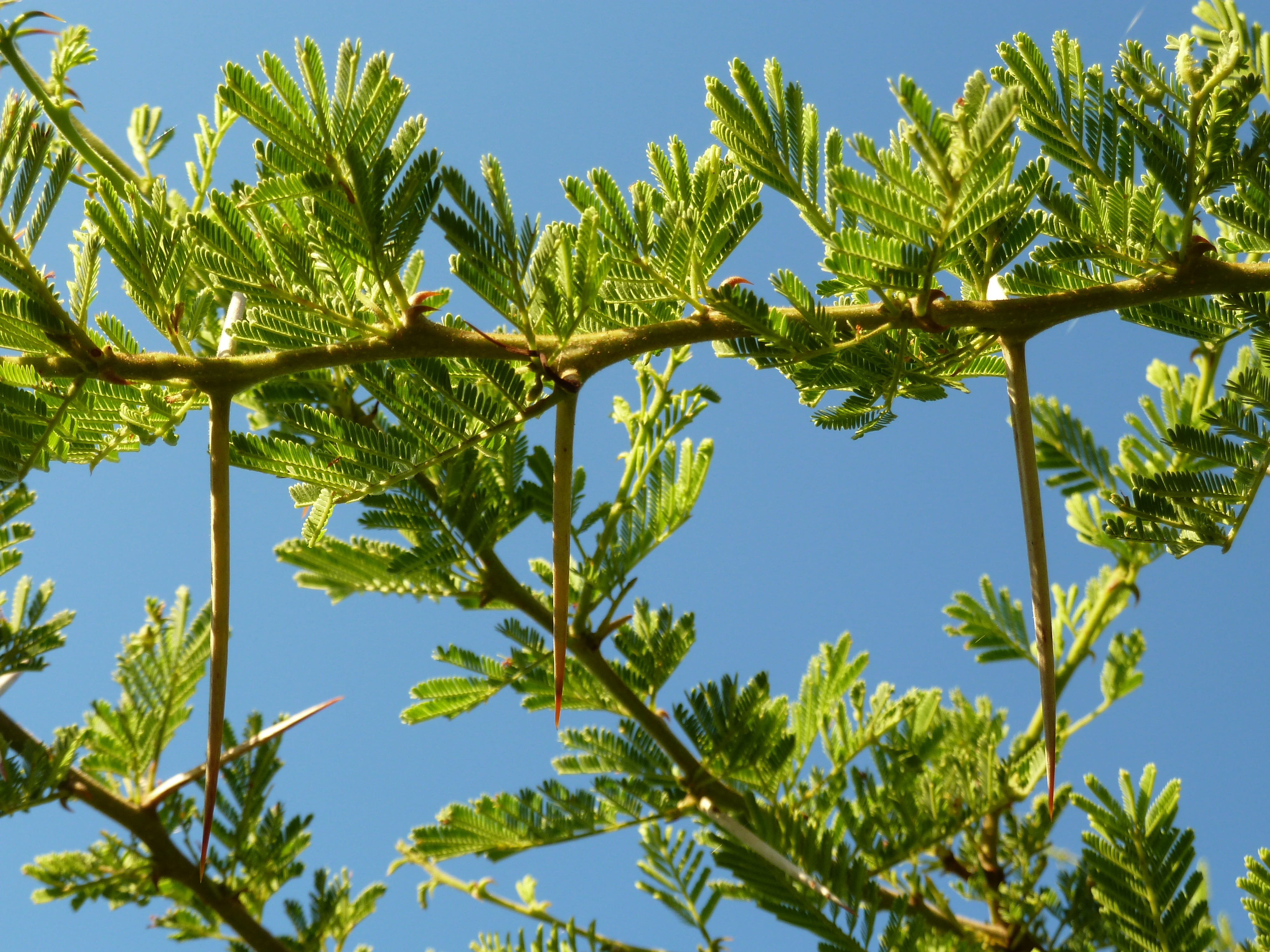
Dvakrát sudozpeřené listy a dvoje trny

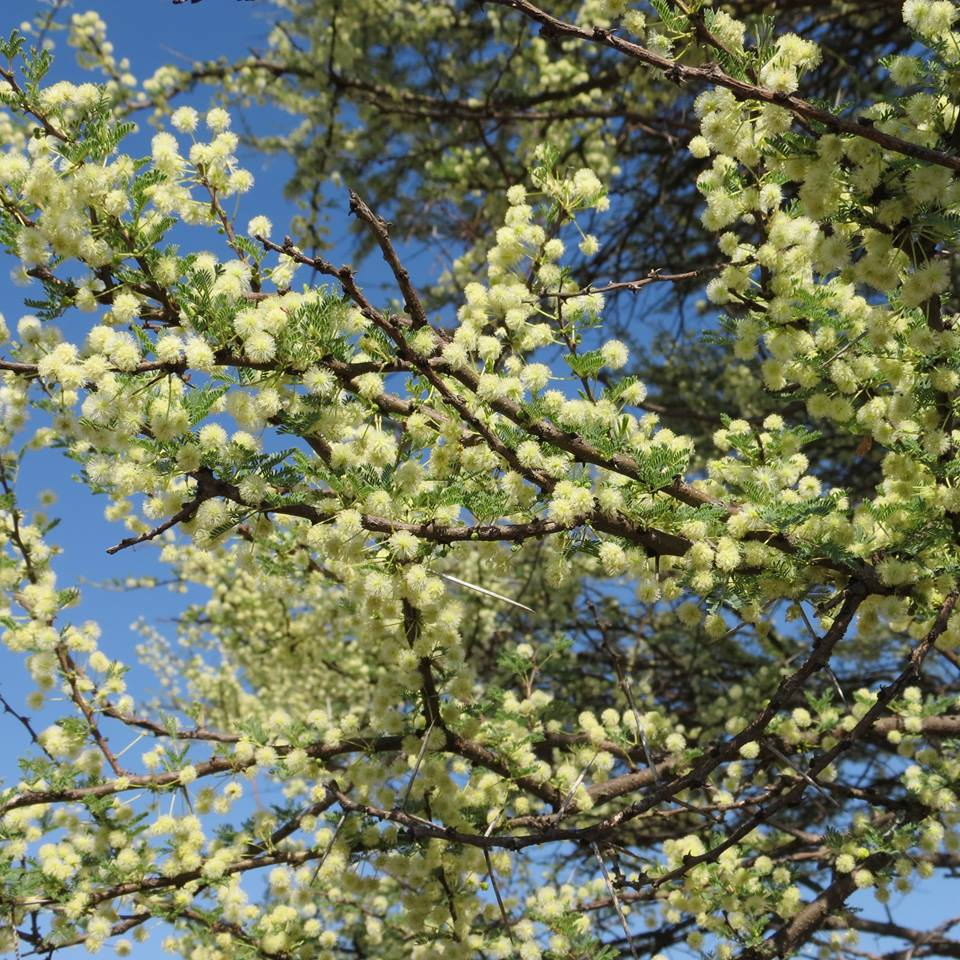
Rozkvetlé květy

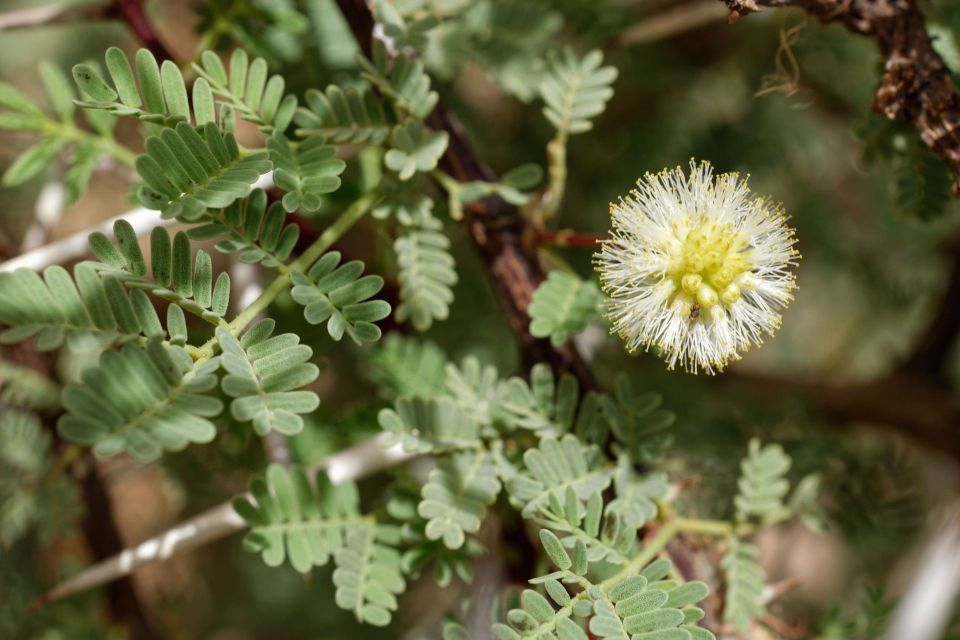
Květy s vyniklými tyčinkami

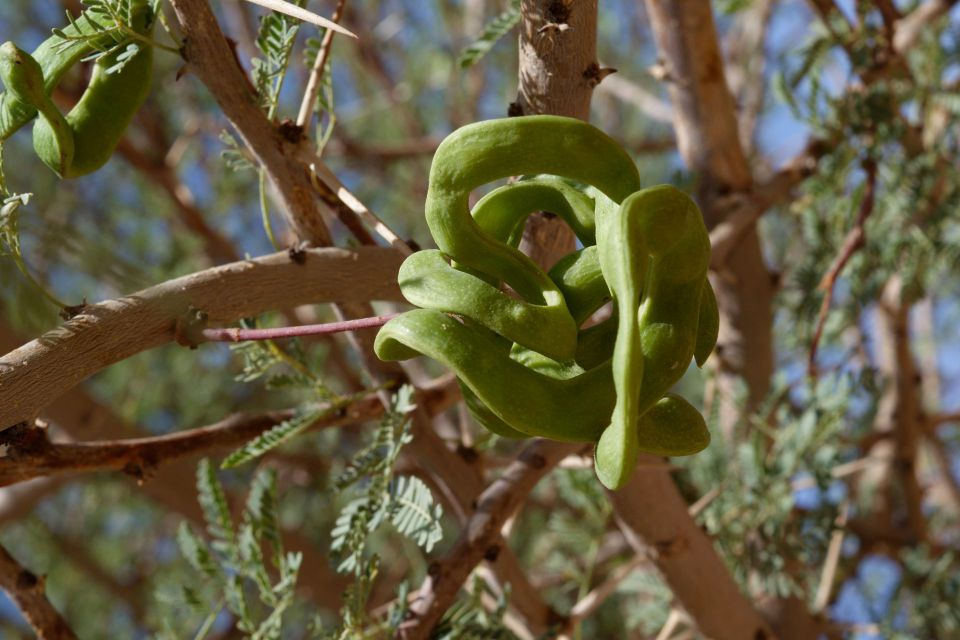
Zkroucené lusky

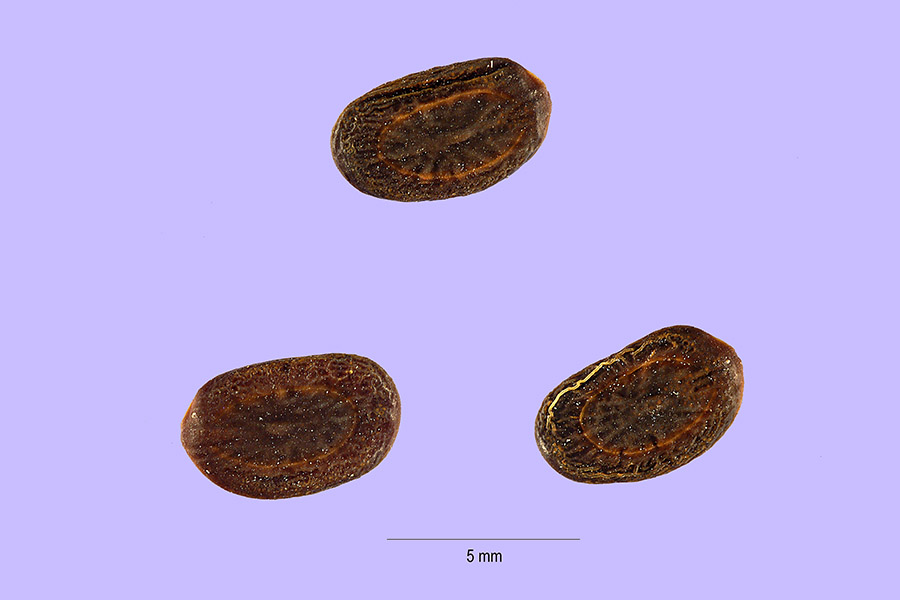
Semena

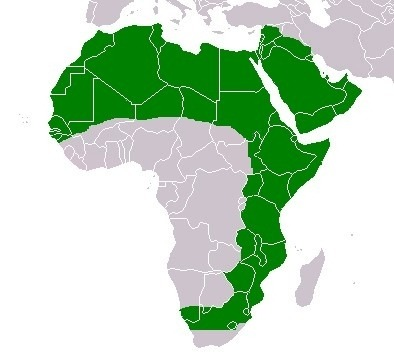
Původní areál

Akácie zkroucená (Vachellia tortilis) je většinou trnitý strom, méně často keř, snášející vysoké teploty, sucho a silně zásaditou půdu. Roste poměrně pomalu, v závislosti na klimatu a půdě dorůstá do výšky od 5 do 10 m, ojediněle až 20 m. Mívá plochou korunu deštníkového tvaru širokou 8 až 13 m a často vícekmený kmen. V extrémně nepříznivých bezvodých podmínkách se může vyskytovat jako malý, drátovitý keř. Charakteristickým znakem této dřeviny jsou dva typy trnů a nepukavé plody, spirálovitě zatočené lusky.
Rostlina byla až do roku 2005 zařazována do rodu Acacia, pak se stala součásti nového rodu Vachellia. Rod byl pojmenován po Georgi Harvey Vachellovi (1789–1839), knězi a sběrateli rostlin pro britskou Východoindickou společnost v Macau a Číně. Druhové jméno je odvozeno od zkrouceného tvaru lusků.
Dřevina se vyskytuje na rozlehlém areálu, ve kterém se rozrůznila ve čtyři poddruhy:
- Vachellia tortilis subsp. tortilis,
- Vachellia tortilis subsp. raddiana (Savi) Kyal. & Boatwr.,
- Vachellia tortilis subsp. spirocarpa (Hochst. ex. A.Rich.) Kyal. & Boatwr.,
- Vachellia tortilis subsp. heteracantha (Burch.) Kyal. & Boatwr.,

Jednotlivé poddruhy se od sebe odlišují tvarem a velikosti lusků, trnů i listů.

## Rozšíření
Akácie zkroucená je jedním z nejznámějších stromů africké savany. Roste v Africe a jihovýchodní;Asii v oblasti Arabského poloostrova, především na suchých savanách a v polopouštních křovinatých biotopech. Její areál zaujímá suché oblasti téměř celé Afriky, od Maroka a Egypta na severu až po Angolu, Namibii a Jihoafrickou republiku na jihu. Ve východní části světadílu je rozšířena téměř spojitě, chybí ale v oblasti tropických deštných lesů u Guinejského zálivu a v Konžské pánvi. Mimo tyto africké oblasti se dále původně vyskytuje v Izraeli a na Arabském poloostrově. Přirozeně roste přibližně v rozmezí 15 až 30° severní zeměpisné šířky. V minulosti byl druh zavlečen na africký Madagaskar i do asijské Indie a Pákistánu, kde se mu dobře daří a je hojně využíván.

## Ekologie
Je charakteristickým stromem štěrkovitých či písčitých polopouští nebo suchých savan, kde často roste na dnech vysychajících toků (vádí), v listnatých lesích, na pastvinách i kamenitých příkrých svazích, v těžké jílovité i písčité půdě. Vyskytuje se na místech s nehluboko se nacházející zásobárnou podzemní vody, za kterou proniká dlouhými kořeny. Roste na místech s ročními srážkami od 100 po 1000 mm, vystupuje až do nadmořské výšky téměř 2000 m n. m. V nehluboké půdě je vhodné jej vysazovat dále od polí a cest, neboť tam budou ve stáří zasahovat jeho dlouhé postranní kořeny.
Dospělí jedinci snášejí teploty od 0 °C až po téměř 50 °C. V kořenech dochází k fixaci atmosférického dusíku, což prospívá případné další vegetaci rostoucí v blízkosti. Strom je odolný vůči suchu, ale často se vyskytuje u dočasných nebo trvalých napajedel a kolem studní. Snese částečné zasolení i sezónní záplavy, vytváří lesy s jednodruhovými porosty nebo smíšené s podobnými suchomilnými druhy, nesnáší však trvalé zamokřené stanoviště. K opylování jeho nápadných květů hmyzem dochází od října do února, plody dozrávají od února do srpna. Strom začíná kvést ve věku tří let. Druh má počet chromozomů 2n = 52 nebo řidčeji 2n = 104.

## Popis
Strom bývá 4 až 8 m, v místech s dostatkem vláhy až 20 m vysoký. Má plochou deštníkovou korunu obvykle širokou okolo 5 až 13 m, u většího exempláře může být její velikost větší než výška stromu. Kůra kmene je zpočátku hladká, později podélně klikatě popraská a na omak drsná, zbarvená bývá od středně šedé až po téměř černou. Mladé letorosty jsou olivově zelené až hnědé či nafialovělé a jsou hustě chlupaté, starší větve jsou tmavě šedé a mají zduřelé korkovité lenticely, jež umožňují dřevině výměnu plynů s okolím. Dvěma sadami kořenů je strom adaptován na horké a suché podmínky. Prvou tvoří hluboký kulovitý kořen sahající v případě potřeby až 30 m hluboko, kdežto druhá je tvořená četnými houževnatými kořeny rozprostřenými nehluboko pod zemí na ploše asi až dvakrát větší, než zabírá koruna stromu.
V závislosti na stanovišti může být dřevina stálezelená, poloopadavá či opadavá, nejčastěji listy opadávají mezi červencem a říjnem. Listy jsou jemné, relativně krátké, modře šedozelené a vyrůstají střídavě. Celý list i s řapíkem bývá dlouhý do 5 cm a je dvakrát sudozpeřený. Primární osa nese dva až deset párů postranních vřeten porostlých šesti až dvaceti páry těsně uspořádaných lístků. Lístky jsou jemné, podlouhlé, 2 až 5 mm dlouhé a přibližně 1 mm široké. Z větvích u listů vyrůstají v párech dva druhy trnů, dlouhé až ku 10 cm a rovné, druhé dlouhé jen 0,5 cm a zahnuté. Trny se vyvinuly z palistů a díky nim může listy stromů akácie zkroucené spásat jen nemnoho zvířat.
Květy vyrůstají v uzlinách, jsou oboupohlavné, symetrické a vytvářejí kulovitá hlávkovitá květenství až se čtyřmi květy. Jsou vonné, mají stopky 1 až 2 cm dlouhé, jejich kalich je velký do 2 mm a bělavá koruna bývá dlouhá 2,5 mm. Z květu ční ven mnoho tyčinek s prašníky s pylem, které dávají květu krémově bílou barvu. Pestík má jednodílný horní semeník a jedinou dlouhou čnělku s bliznou vyčnívající ještě více za prašníky. Pro podporu cizosprašností dozrávají vajíčka a mohou se opylit až po vyprášení vlastního pylu květu. Z jediného plodolistu se po opylení vyvine plod, který se nazývá lusk.
Plody jsou nepukavé ploché lusky, obvykle spirálovitě zatočené do těsného kruhu nebo husté šroubovice se třemi či čtyřmi závity. Nezralé lusky jsou zelené, ve zralosti jsou zlatohnědé a bývají až 12 cm dlouhé a 3 až 6 mm široké, mezi semeny jsou zaškrcované, ve zralosti se stromů opadávají. Obsahují až po čtrnácti zelenohnědých, elipsoidních semenech o rozměrech 5 × 4 mm. Průměrný desetiletý strom dává ročně asi 6 kg lusků, což bývá asi 2,6 kg semen. Do jednoho kilogramu se vejde dvanáct až dvacet tisíc semen.

## Rozmnožování
Druh se rozmnožuje semeny, která ve vlhku klíčí za čtyři až deset dnů. Řada semen bývá napadená zrnokaznými brouky již v době růstu na stromech a obvykle nevyklíčí. Uvádí se, že starší semena v porovnání s čerstvými poskytují zdravější sazenice. Růst semenáčů je zpočátku pomalý, za čtyři roky vyrostou do výše asi 80 cm. Mladí jedinci jsou ohrožení v létě suchem a v zimě chladem, aplikace hnojiv značně urychlí rychlost jejich vývoje, pro růst potřebují dostatek slunce a vlhkou půdu a důkladnou ochranu před spasením zvěří.

## Význam
Spadané lusky bývají většinou brzy po opadu zkonzumované divokou zvěří, jsou chutné a výživné, obsahují téměř 19 % bílkovin. Mnoho býložravých zvířat je ihned po opadu požírá, hlavně opice, sloni, antilopy, žirafy, velbloudi, kozy a další. Lidé ještě zelené lusky vaří a konzumují, zralá semena po uzrání drtí a vaří z nich kaši. Stejně tak jsou čerstvé i suché listy oblíbeným krmivem domácích i volně žijících zvířat, která však jsou ostrými trny odrazována od pastvy na stromech. Žirafy a některá další obratnější si s trny při nedostatku pastvy poradí a sloni v případě nouze spásají i sedřenou kůži mladého stromu, což často končí jeho uschnutím. Lusky jsou místně obchodovány jako krmivo pro domácí zvířata v době sucha.
Jádrové dřevo je červenohnědé, bělové bílé. Je středně měkké, málo pevné a často je po skácení napadáno hnilobnými houbami i hmyzem, je oblíbeno u termitů rodů Kalotermes a Microcerotermes. Kůra je bohatý zdroj tříslovin, rozdrcená na prášek se používá jako dezinfekce při léčbě ran, nebo jako anthelmintikum. Trnité větve jsou vhodným materiálem pro stavbu zábran i ohrad pro ochranu domácí zvířat před napadení dravci. Plody obsahují silný moluskocid a algicid a v Súdánu se vkládají do rybníků aby zahubily hlemýždě, (kteří přenášejí schistosomózu), aniž by to ovlivnilo ryby. Dřevo lze použít na prkna, bedny, tyče, plotové sloupky, nábytek, zemědělské nářadí a na vybavení domů. Je v tamních podmínkách jedním z častých zdrojů palivového dříví a dřevěného uhlí, má výhřevnost asi 4400 kcal/kg. Stromy určené na palivo se vysazují na plantáže do sponu 5 × 5 m a kácejí se ve věku deseti a více let. Během růstu se jejich mladé větve často ořezávají jako krmivo, starší na palivo či stavbu trnitých ohrad.
Je slibným druhem pro zalesňování pohyblivých písečných dun. Uspořádání jejich větví z nich dělá vhodné stromy pro hřadování velkých ptáků i ke stavbě hnízd drobných opeřenců, poskytují lidem i zvěří vzácný stín. Vázání vzdušného dusíku kořenovými bakteriemi je důvodem, proč pod stromem téměř vždy roste kvalitní tráva a umožňuje mu prosperovat i v původně suchem degradované půdě. Poraněné větve produkují jedlou pryskyřici, což je ve vodě rozpustný cukrový polysacharid, který se mimo konzumaci dětmi místo žvýkačky používá na ochranu otevřených ran proti infikování bakteriemi či plísněmi.
Pro hojný výskyt na rozlehlém území je akácie zkroucená Mezinárodním svazem ochrany přírody považována za málo dotčený taxon (LC).